# Герен-Серак, Ив
Ив Герен-Серак (фр. Yves Guérin-Sérac; 2 декабря 1926, Плубер — 9 марта 2022, Ле-Ревест-лез-О), он же Ив Гийу, он же Жан-Робер де Гернадек — французский военный и ультраправый политический активист. Участник Индокитайской, Корейской, Алжирской войн. Боевик ОАС, участник заговора против президента де Голля. Католический фундаменталист, крайний антикоммунист, основатель Aginter Press. Организатор многочисленных силовых акций в Африке и в Западной Европе, один из авторов «стратегии напряжённости». Идеолог западноевропейского ультраправого традиционализма.

## Офицер-десантник
Родился в семье Гийу — бретонских католиков из Плубера. При рождении получил имя Ив Феликс Мария Гийу. С юности отличался националистическими взглядами, католическим традиционализмом, интересом к наследию Средневековья и военной истории. В 1947 поступил в военное училище в Шершеле (Французский Алжир). С 1948 — командир кавалерийского взвода алжирских спахов в звании второго лейтенанта.
В 1950 Ив Гийу добровольно вызвался на Корейскую войну. Служил во Французском батальоне сил ООН. Участвовал в боях, был ранен, награждён французским Военным крестом экстремальных операций, американской Серебряной звездой и Бронзовой звездой. Приобрёл военную специальность парашютиста-десантника. В 1953—1954 командовал ротой спецопераций на Индокитайской войне, сумел избежать окружения в Битве при Дьенбьенфу. После возвращения во Францию в звании капитана служил в элитном 11-м штурмовом парашютно-десантном полку, командовал ударным батальоном. В 1961—1962 воевал в Алжире. За бои с повстанцами ФНО награждён Крестом Воинской доблести.

## Ультраправый деятель

### Эмиграция к Салазару
Идейно и политически Ив Гийу стоял на позициях католического фундаментализма и бескомпромиссного антикоммунизма. Антикоммунистическая борьба имела для него сакральную значимость. Эвианские соглашения о независимости Алжира он посчитал предательством Франции и уступкой мировому коммунизму. Был видным активистом ОАС, участвовал в заговоре против президента де Голля. Именно тогда Гийу принял псевдоним Ив Герен-Серак.
После разгрома ОАС Герен-Серак скрылся в подполье, бежал во франкистскую Испанию, затем перебрался в Португалию. Был осуждён за участие в заговоре, заочно приговорён к трём годам тюрьмы.

Другие сложили оружие, но не я. После ОАС я бежал в Португалию, чтобы продолжить и расширить борьбу до надлежащих — то есть планетарных — масштабов.

Ив Герен-Серак

Салазаровское «Новое государство» Ив Герен-Серак считал самым прочным бастионом католицизма и антикоммунизма. Португалию он рассматривал как оптимальный центр международной антикоммунистической борьбы. В Лиссабоне Герен-Серак установил контакт с советником Антониу Салазара французом Жаком Плонкаром — бывшим активным вишистом, бежавшим в Португалию в 1944. Рекомендация Плонкара позволила Герен-Сераку стать инструктором салазаровской военизированной организации Португальский легион. Этому способствовал также авторитет Герен-Серака как боевого офицера-ветерана. Он сотрудничал с ПИДЕ в подавлении левой оппозиции, обучал португальские подразделения нетрадиционным методам контрповстанческой войны в Африке.

### Оперативно-политическое агентство
В 1966 Ив Герен-Серак учредил в Лиссабоне структуру Aginter Press — формально информационное агентство, реально — ультраправую оперативно-политическую организацию. Aginter Press стало своего рода «Чёрным интернационалом», структурным выражением «планетарной антикоммунистической борьбы». Удалось создать координационный центр ультраправых на трёх континентах. Перед организацией ставилась триединая задача: антикоммунистическая пропаганда, антикоммунистическая разведка, антикоммунистическая вооружённая борьба.

На борьбу с силами зла должны быть мобилизованы все ресурсы — дабы восстановить моральный порядок, обеспечить примат духа над материей и торжество традиционных ценностей цивилизации.

Ив Герен-Серак.

При этом Ив Герен-Серак пребывал в тени и всячески избегал публичности. В контактах обычно представлялся гражданином ФРГ. Использовал псевдонимы Жан-Робер де Гернадек или Ральф. Ближайшими помощниками Герен-Серака являлись брат Жан-Мари и бывший боец Валлонского легиона СС и боевик ОАС Робер Леруа. Основные кадры комлектовались из ультраправых французских эмигрантов — членов ОАС, ветеранов Индокитайской и Алжирской войн. Со структурой Aginter Press были аффилированы центр Ordem Central e Tradição (OCT — «Порядок и традиция») и Organisation de l’action contre le communisme international (OACCI — «Организация действий против международного коммунизма»). Их также возглавлял Герен-Серак.
Aginter Press, OCT, OACCI организовывали силовые акции против марксистских партизанских движений и государств социалистической ориентации в Африке. Подразделения были созданы в ЮАР и Южной Родезии. Опытные оперативники и боевики действовали на стороне Португалии в ангольской, мозамбикской, гвинейской войнах; на стороне ЮАР в намибийской войне; наносили удары по левоориентированным правительствам Танзании, Конго, Гвинеи.
Тесные связи установились с французскими, испанскими, западногерманскими, австрийскими, бельгийскими и особенно итальянскими ультраправыми. В 1968 Герен-Серак встречался с идеологом радикального неофашизма Пино Раути. Aginter Press обвинялась в причастности к миланскому взрыву на Пьяцца Фонтана в декабре 1969 года. Герен-Серак причислялся к организаторам этого теракта, положившего начало Свинцовым семидесятым. Поддерживался оперативный контакт с основателем и лидером Национального авангарда Стефано Делле Кьяйе. Робер Леруа организовал проникновение в итальянские ультралевые, маоистские и наци-маоистские организации — Aginter Press использовала их для собственных акций.
Методология Герен-Серака впоследствии использовалась правоавторитарными режимами Латинской Америки, в частности, аргентинским и чилийским.
Фактически Ив Герен-Серак сумел создать международную сеть антикоммунистической борьбы с центром в Лиссабоне — важный элемент системы Гладио и «стратегии напряжённости». Сам он называл свою систему «ядром Западной лиги борьбы с марксизмом». В оперативной практике антикоммунизма Герен-Серак допускал самые жёсткие методы насилия и манипулирования. Западную демократию считал расслабленной и неспособной противостоять коммунистической угрозе. Он откровенно ставил на хаос в структурах власти, и даже «разрушение государства под видом коммунистической деятельности». Своей целью Герен-Серак называл революцию справа — возрождение принципов и традиций «подлинного Запада».

### В Испании и Латинской Америке
После Португальской революции 25 апреля 1974 Ив Герен-Серак вынужден был перебраться в Испанию. Структура Aginter Press перебазировалась в Мадрид. Герен-Серак активно включился в португальскую политическую борьбу на стороне праворадикальных антикоммунистов. Участвовал в создании Армии освобождения Португалии и CODECO. Агентурный потенциал Aginter Press франкистская спецслужба спецслужба BPS использовала в борьбе с ЭТА.
Со второй половины 1970-х годов публичные упоминания о Герен-Сераке — за исключением повторения данных предшествовавшего периода — практически сошли на нет. После смерти Франсиско Франко он перебрался из Испании в Латинскую Америку. Предположительно жил в Чили, сотрудничал с пиночетовской спецслужбой ДИНА. В начале 1980-х появлялась информация о вербовке Герен-Сераком кадров в антикоммунистические организации.

## Последние десятилетия
Ив Герен-Серак вернулся в Европу, жил в Испании и во Франции. С конца 1980-х по середину 2000-х сведения о нём отсутствовали. Реакция Герен-Серака на революции 1989 года и распад СССР неизвестна. В редких комментариях говорилось о его неизбывном традиционализме и непримиримой враждебности к культур-марксизму. Последнее публичное появление отмечалось в 2006 на «Духовном форуме „Эстрелла“» в испанской Наварре. Под фамилией Гийу он выступал с лекцией по религиоведению.
В 2017 Ив Герен-Серак был помещён в дом престарелых Ле-Ревест-лез-О из-за болезни Альцгеймера. Комментаторы замечали, что заведение предназначается для «очень пожилых и очень богатых». После смерти жены Жаклин отношений с семьёй Герен-Серак не поддерживал, но его постоянно посещали друзья и соратники — хотя поддерживать разговор он не мог. Скончался Ив Герен Серак в возрасте 95 лет.
Люди, знавшие Ива Герен-Серака, отзывались о нём как о человеке вежливом, улыбчивом, дружелюбном в общении, но способном на всё во имя своих идей.